# Kate Johnson
Kate Johnson, född den 18 december 1978 i Portland, Oregon, är en amerikansk roddare.
Hon tog OS-silver i åtta med styrman i samband med de olympiska roddtävlingarna 2004 i Aten.